# Xã Washburn, Quận Barry, Missouri
Xã Washburn (tiếng Anh: Washburn Township) là một xã thuộc quận Barry, tiểu bang Missouri, Hoa Kỳ. Năm 2010, dân số của xã này là 1.168 người.